# ممدودات الوجه وأقاربها
ممدودات الوجه وأقاربها (الاسم العلمي:†Eryopoidea) هي فوق فصيلة منقرضة من البرمائيات البدائية تتبع رتبة مقسومات الفقار.

## التصنيف
- ممدودات الوجه
  - ممدود الوجه